# America in Concert (King Biscuit Flower Hour)
America in Concert is de titel van een tweetal livemuziekalbums van de Amerikaanse band America. Dit artikel betreft het album met de registratie van het concert in Blossoms Music Center te Cuyahoga Falls, Ohio.
De registratie vond plaats in het kader van het King Biscuit Flower Hour-programma, dat regelmatig popconcerten uitzond via de radio.

## Musici
- Gerry Beckley – zang, gitaar;
- Dewey Bunnell – zang, gitaar;
- Michael Woods- gitaar;
- Willie Leacox – drums;
- Brad Palmer – basgitaar.

## Composities
1. Tin man
2. Old man took
3. Daisy Jane
4. Love on the vine
5. Ventura Highway
6. I need you
7. Inspector Mills
8. California dreamin'
9. Never be lonely
10. You can do magic
11. Sandman
12. Here
13. Sister golden hair
14. A horse with no name